# یوهان باپتیست فون لامپی پدر
یوهان باپتیست فون لامپی پدر (به انگلیسی: Johann Baptist von Lampi the Elder؛ به آلمانی: Johann Baptist von Lampi der Ältere؛ به لهستانی: Jan Chrzciciel Lampi؛ زادهٔ ۳۱ دسامبر ۱۷۵۱ – درگذشتهٔ ۱۱ فوریه ۱۸۳۰) یک نقاش تاریخی و پرتره اهل اتریش-ایتالیا بود. او پس از تقسیم سوم لهستان، با پیشنهادی بسیار سخاوتمندانه از سوی تزار پاول یکم، در امپراتوری روسیه ساکن شد.

## زندگی
یوهان باپتیست لامپی در رومنو در کنت‌نشین تیرول به دنیا آمد. پدرش، ماتیاس لامپی (۱۶۹۸–۱۷۸۰)، یک نقاش تزئینی بود. نقاشی‌های دیواری پدرش را می‌توان در بسیاری از بناهای باشکوه آن منطقه یافت. او هنر را نزد پدرش در ورونا و سپس در زالتسبورگ آموخت.
در سال ۱۷۷۳ به ترنتو رفت و در آنجا به یادگیری نقاشی پرتره بر روی بوم و مینیاتور پرداخت. او به اینسبروک و سپس به وین سفر کرد، جایی که امپراتور یوزف دوم در سال ۱۷۸۶ او را به عنوان استاد در آکادمی هنرهای زیبای وین منصوب کرد. در همان سال، او توسط دربار پادشاه استانیسلاو آگوست پونیاتوفسکی به ورشو دعوت شد. او تا زمان تجزیهٔ کامل نظامی لهستان در ورشو فعالیت کرد.
در سال ۱۷۹۱، به سنت پترزبورگ نقل مکان کرد و در آنجا امپراتریس کاترین دوم به او یک لقب اشرافی موروثی اعطا کرد. او در روسیه خود را وقف نقاشی پرتره کرد و ثروت زیادی به دست آورد. او پرتره‌هایی از جمله از امپراتریس کاترین دوم و امپراتریس ماریا فیودوروونا را نقاشی کرد. او در سال ۱۷۹۷ به وین بازگشت و در سال ۱۷۹۹ به شهروندی افتخاری آن دست یافت. لامپی در سال ۱۸۲۲ بازنشسته شد و در ۱۱ فوریه ۱۸۳۰ در وین درگذشت.
هر دو پسر او نیز نقاشان برجسته‌ای بودند. پسر بزرگ‌ترش، یوهان باپتیست فون لامپی پسر، ابتدا با او و بعدها به تنهایی به مدت ۱۳ سال در روسیه ماند. پسر کوچک‌ترش، فرانچسکو یا فرانتس کساور (متولد ۱۷۸۳ در کلاگن‌فورت)، برای باقی عمر خود در ورشو در لهستان کنگره ساکن شد و از پدرش دور بود. او در لهستان با نام فرانچسکو کساوری لامپی شناخته شد. او پرتره و منظره نقاشی می‌کرد، در سالن‌های ورشو آثارش را به نمایش می‌گذاشت و در سال ۱۸۴۱ یک مدرسهٔ هنری در آنجا افتتاح کرد. او در سال ۱۸۲۳ به وین، لوبلین و در سال ۱۸۳۰ به ویلنا سفر کرد. پس از شورش نوامبر علیه روس‌ها، چند سالی را در وروتسواف گذراند. در سال ۱۸۴۰ از درسدن، برلین و مونیخ بازدید کرد. او به ورشو بازگشت و در سال ۱۸۵۲ در همان‌جا درگذشت.

## گزیده‌ای از پرتره‌ها

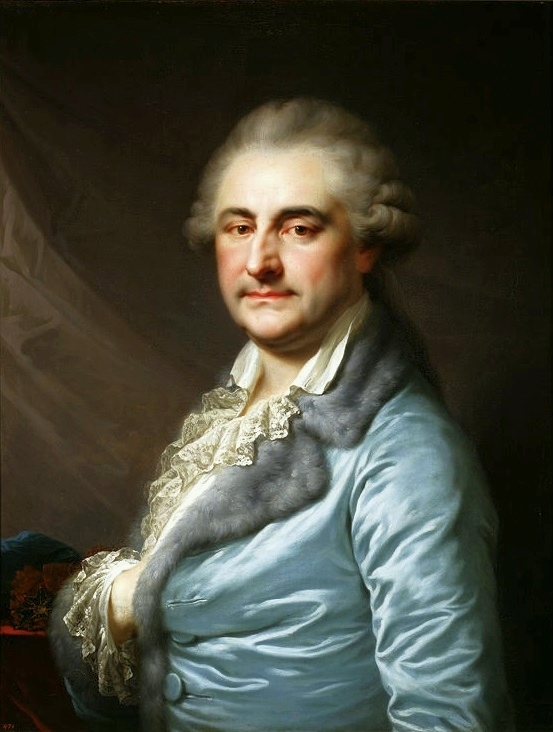
استانیسلاو آگوست پونیاتوفسکی (۱۷۸۸-۱۷۸۹)، موزه ملی ورشو
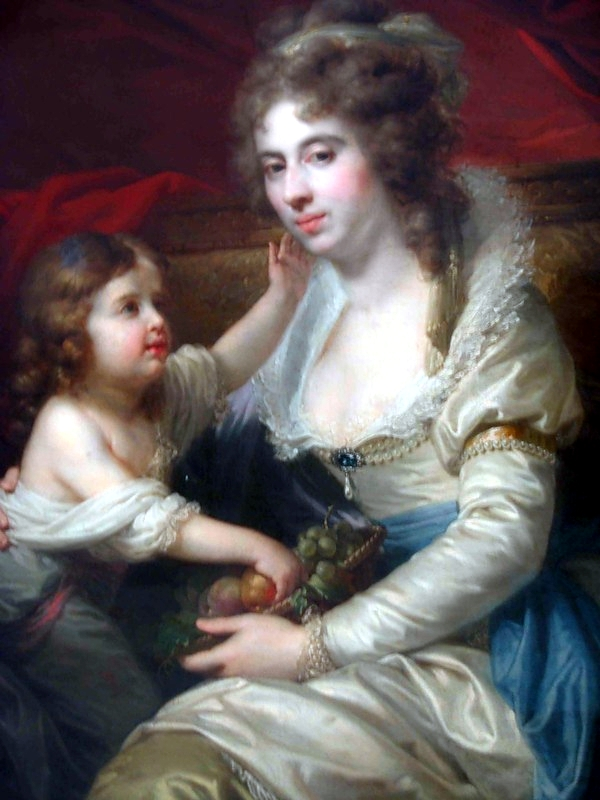
کنتس زاوادسکایا به همراه دخترش
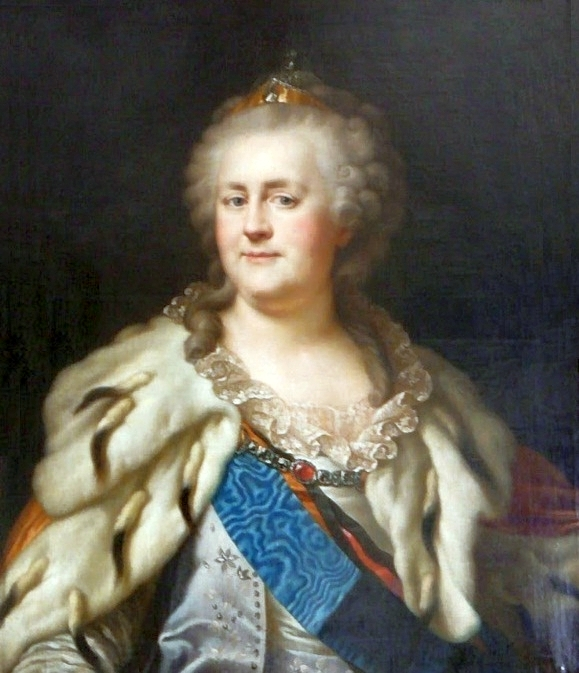
کاترین دوم روسیه (حدود ۱۷۹۱)، کاخ وازنکی
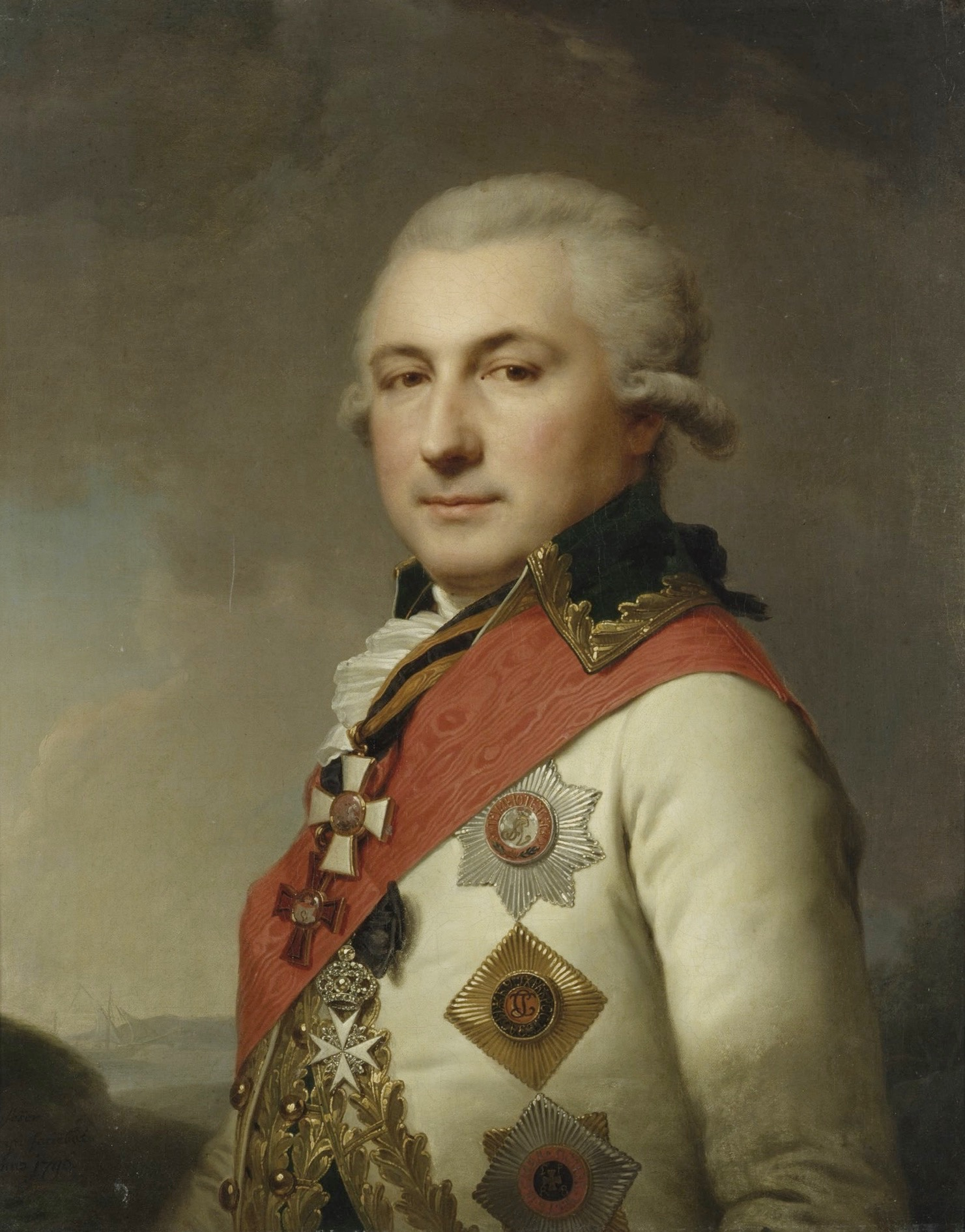
خوسه د ریباس